# 徐霞客镇
徐霞客镇，是中华人民共和国江苏省无锡市江阴市下辖的一个乡镇级行政单位。

## 沿革
2007年，馬鎮、璜塘、峭岐等三地被合併為徐霞客镇，鎮政府駐璜塘。

## 人物
境內的马镇是明代地理学家徐霞客的故乡，境内有徐霞客故居和晴山堂石刻等全国重点文物保护单位。

## 行政区划
徐霞客镇下辖以下地区：
金凤村、任九房村、方园村、新须毛村、璜东村、上东村、璜塘村、北渚村、徐霞客村、马镇村、湖塘村、红星村、阳庄村、皋岸村、东宏村、黎明村、峭岐村、钓岐村、宏岐村、新街村和南苑村。